# Crying for No Reason
Crying for No Reason è un singolo della cantante inglese Katy B, pubblicato nel 2014 ed estratto dal suo secondo album in studio Little Red.

## Tracce
- Download digitale - Singolo

1. Crying for No Reason – 4:03

- Download digitale - EP

1. Crying for No Reason (Infinity Ink Remix) – 6:51
2. Crying for No Reason (Morri$ Remix) – 3:20
3. Crying for No Reason (Tom Shorterz Remix) – 6:05
4. Crying for No Reason (KDA Remix) – 5:21